# 빅토르 막탕골
《빅토르 막탕골》(타갈로그어: Victor Magtanggol)는 2018년 GMA 네트워크에서 방영된 드라마이다.